# Kōji Yamase
Kōji Yamase (山瀬 功治?, Yamase Kōji; Sapporo, 22 settembre 1981) è un ex calciatore giapponese, di ruolo centrocampista.

## Biografia
Figlio di Isao Yamase, ex atleta di biathlon, pratica il calcio fin da bambino, anche suo fratello Yukihiro è un ex calciatore. Per un po' di tempo ha praticato il calcio in Brasile, poi si è iscritto al liceo Hokkai, e dopo il diploma ha iniziato a giocare da professionista. È sposato con Rieko, la quale lavora come nutrizionista.

## Caratteristiche tecniche
Gioca come punta ma può adoperarsi pure nel ruolo di trequartista, è un attaccante dotato di rapidità oltre a saper prevalere nell'uno-contro-uno favoreggiato dal suo ottimo contro di palla, inoltre è forte anche nei calci di rigore. In chiave offensiva si distingue anche per la sua potenza di tiro, che gli vale la capacità di trovare il gol tirando pure da fuori area. Il suo piede forte è il destro sebbene sia capace di sfruttare le sue qualità realizzative calciando anche con il piede sinistro.

## Carriera

### Club

#### Consadole Sapporo e Urawa Red Diamonds
La sua carriera come calciatore professionista ha inizio nel 2000 in seconda divisione con il Consadole Sapporo vincendo la J2 League, prima con il gol del 2-1 battendo lo Shonan Bellmare e poi con la rete del 1-0 sconfiggendo il Vegalta Sendai, ottenendo la promozione nella J1 League. Segna la sua prima rete nella massima divisione perdendo per 5-2 contro lo Shimizu S-Pulse, invece il suo primo gol in una vittoria in prima lega lo mette a segno battendo per 3-0 il Nagoya Grampus. Vince nel 2003 la Coppa del Giappone aprendo le marcature sconfiggendo per 4-0 il Kashima Antlers.

#### Yokohama F. Marinos
Nel 2005 inizia a giocare per lo Yokohama F. Marinos segnando la sua prima rete per la squadra nel pareggio contro il Nagoya Grampus facendo il gol del 2-2, segna la sua prima doppietta battendo per 4-0 il Kyoto Sanga. Nella Coppa J. League del 2005 la squadra viene eliminata in semifinale dal Gamba Osaka sia la partita di andata che quella di ritorno sono finite con il risultato di 1-0 con la vittoria di entrambe la squadra, decidendo la vincitrice ai rigori, dove il Gamba Osaka si impone per 4-1, Yamase sbaglia il primo rigore della sua squadra. Nell'edizione 2006 della Coppa dell'Imperatore nel pareggio contro l'Oita Trinita di 1-1 ai tempi regolamentari la squadra vince ai rigori per 4-2, il primo viene segnato da Yamase, venendo poi battuti nel match successivo per 3-1 dal Gamba Osaka. Detiene il suo record personale di undici reti nell'edizione 2007 della J1 League, segnando un gol in varie vittoria come quella per 1-0 contro il Ventforet Kofu, quella per 6-0 ai danni dell'Albirex Niigata, quella per 4-1 battendo il Júbilo Iwata o quella ottenuta per 3-1 sconfiggendo il Sanfrecce Hiroshima, oltre alla doppietta prevalendo per 8-1 contro lo Yokohama FC.

#### Kawasaki Frontale e Kyoto Sanga
Si unisce al Kawasaki Frontale nel 2011 segnando il suo primo gol con la squadra battendo per 3-2 il Kashima Antlers, segna la rete del 5-0 sconfiggendo l'Omiya Ardija e con il suo gol la squadra batte per 1-0 il Montedio Yamagata. Nel 2012 segna la sua ultima rete per il Kawasaki Frontale con il gol del 4-2 battendo l'Urawa Red. Torna a giocare in seconda divisione nel 2013 per il Kyoto Sanga segnando otto reti nella sua prima stagione, infatti ha segnato battendo per 2-1 prima il Thespaku Gunma e poi lo JEF Utd. Chiba, ha insaccato una rete pure nella vittoria per 2-0 contro il FC Gifu, oltre a fare un gol battendo per 5-0 il Tokyo Verdy, inoltre segna anche nei pareggi contro lo Matsumoto Yamaga e il Giravanz Kitakyushu. Lascia la squadra nel 2016 segnando la sua ultima rete battendo per 2-0 il V-Varen Nagasaki.

#### Avispa Fukuoka e Ehime FC
A partire dal 2017 gioca per l'Avispa Fukuoka nella sua prima stagione segna sette gol, ad esempio nelle vittoria contro il Kyoto Sanga e il Renofa Yamaguchi finite entrambe con il risultato di 2-1, e una doppietta nel pareggio per 2-2 contro il Kamatamare Sanuki, e con un gol vince per 1-0 battendo il Tokyo Verdy. Nella stagione successiva segna una sola rete, con il gol del 3-1 nella vittoria contro l'Omiya Ardija. Dal 2019 al 2021 milita nell'Ehime FC dove segna in tutto solo sei gol, l'ultimo quello che consegna la vittoria per 1-0 contro il FC Ryukyu.

#### Renofa Yamaguchi
Inizia a giocare per il Renofa Yamaguchi dal 2022 segnando il suo primo gol nella vittoria per 2-0 battendo il Blaublitz Akita, mette a segno una rete anche nella vittoria per 3-1 sconfiggendo il Machida Zelvia.

### Nazionale
Viene convocato con la Nazionale Under-20 per partecipare al mondiale giovanile Argentina 2001 segnando due gol, il primo nella sconfitta per 2-1 contro l'Angola e il secondo nella vittoria per 3-0 battendo la Repubblica Ceca. Gioca nella Nazionale Under-21 nell'edizione 2002 del Torneo di Tolone segnando un gol nella vittoria per 2-0 contro l'Irlanda, oltre alla rete del 3-0 sconfiggendo il Sudafrica, invece nel pareggio contro l'Inghilterra il Giappone vince ai rigori per 5-4, Yamase segna uno dei penalty vincenti.
È nel 2006 che esordisce in nazionale maggiore nella vittoria per 2-0 contro il Trinidad e Tobago. Nel 2007 segna il suo primo gol con la maglia della nazionale in un'amichevole con la rete del 2-0 battendo il Camerun, segna una doppietta sconfiggendo sempre in amichevole la Bosnia ed Erzegovina per 3-0. Nel 2008 gioca contro la Cina segnando il gol del 1-0 vincendo, infine la sua ultima rete con la nazionale nipponica la mette a segno nel pareggio per 1-1 contro la Corea del Sud. Nel 2010 gioca la sua ultima partita in nazionale nella sconfitta per 3-0 contro la Serbia.

## Palmarès

### Club
- J2 League: 1

Consadole Sapporo: 2000
- Coppa J. League: 1

Urawa Red Diamonds: 2003

### Nazionale
- Kirin Cup: 1

2008

### Individuale
- Miglior giovane della J.League: 1

2001
- Capocannoniere della Coppa J. League: 1

2009: (5 gol, a pari merito con Cabore e Hisato Satō)